# Aristoxène

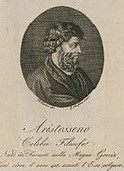
Aristoxène de Tarente (portrait imaginaire).

Aristoxène, en grec ancien Ἀριστόξενος ὀ Ταραντίνος, est un philosophe grec péripatéticien anti-platonicien du IVe siècle av. J.-C., théoricien de la musique et du rythme, actif vers 330. Il est l'auteur du plus ancien ouvrage d’harmonique parvenu à nous presque complet. La Souda lui attribue 453 ouvrages ; cet ensemble est connu traditionnellement sous le nom, probablement erroné d’Éléments harmoniques (Άρμονικὰ στοιχεῖα). Il fonde une science musicale indépendante des mathématiques (dont il fait pourtant largement usage), et prenant pour base deux critères, la sensation (αἴσθησις) et la pensée rationnelle (διάνοια).

## Notice biographique
Originaire de Tarente, il a été éduqué par son père Spinthare (ou Mnésias), un élève de Socrate, et plus tard par les pythagoriciens Lampros d'Érythrée et Xénophile de Chalcis, dont il apprit la théorie de la musique.
Aristoxène devient ensuite l’élève d’Aristote à Athènes. On a dit de lui qu’il a été très contrarié quand Théophraste a été nommé à la tête du Lycée, à la mort d’Aristote en 322 ; élève remarqué, il ambitionnait de succéder au maître. Deux passages critiqués (dont l’un est douteux) sur la vie même de Socrate peuvent faire penser qu’Aristote est lui-même à l’origine d’un courant antisocratique à l’intérieur de l'école péripatéticienne[pas clair]. Aristoxène est l’auteur d’une très sévère Vie de Socrate.
En toute justice toutefois, il faut rapporter l'opinion d'Aristoclès, lui aussi péripatéticien, citée par Eusèbe de Césarée, qui assure qu'Aristoxène « parla toujours avec respect et d’une manière honorable d’Aristote ».

## Travaux

### Musique
En musique, il soutenait que les notes de la gamme devaient être jugées, non pas par un rapport mathématique, comme les pythagoriciens le prétendaient, mais par la sensation auditive. Le seul de ses ouvrages qui nous soit parvenu est constitué des trois livres du Traité d'harmonique. Le papyrus d'Oxyrhynque no 9 de Grenfell et Hunt contient un fragment de cinq colonnes d’un traité Sur la mesure : il s’agit probablement du traité d’Aristoxène.
Aristoxène est « le premier à avoir introduit en musique la notion de genre (γένος) et le premier à avoir fixé leurs espèces : les colorations ». La notion de genre et d'espèce remonte à Porphyre de Tyr et a été reprise par Linné ; elle trouve sa source dans les quatre universaux d'Aristote.

### Philosophie
Aristoxène a combattu l’idée de l’âme telle que conçue par Platon dans son Phédon,.

## Ouvrages
Les écrits d'Aristoxène auraient été au nombre de 453 et traitaient de philosophie, d’éthique et de musique. Selon lui, l’âme est reliée au corps comme l'harmonie aux éléments d'un instrument de musique. On ignore comment il était arrivé à cette proposition.

### Éditions
- Fritz Wehrli, Die Schule des Aristoteles, Texte und Kommentare, vol. II : Aristoxenos, Bâle et Stuttgart, 1945, 2e  éd., 1967. L'article Aristoxenus de la Wikipédia latine donne d'après Wehrli une longue liste d’œuvres mineures d'Aristoxène.
- Traité d'harmonique :
- Édition du texte grec, avec traduction latine juxtalinéaire et annotations par Marcus Meibom, Amsterdam, Louis Elzévir, 1652 (Numérisation : Google Livres)
- Éléments harmoniques, trad. Charles-Émile Ruelle, Paris, P. Haffner, 1870 (Numérisation : remacle.org)